# Рішар де Бюр
Річард де Бюр (фр. Richard de Bures; д/н —бл. 1247) — 17-й великий магістр ордену тамплієрів в 1244/1245—1247 роках. Низка дослідників вважає його тимчасовим керівником ордену, що не обирався Генеральним капітулом тамплієрів.

## Життєпис
Походив з шляхетського роду де Бюр. Його рід за різними відомостями походив з сеньйорії Бюр-сюр-Іветт з Іль-де-Франс або Бюр з Бургундії. Про нього відомо замало — тривалий час був капеланом в замку Шастель Бланс у графстві Триполі. Потім очолював замок Сафет.
Ймовірно 1241 року призначається великим командором ордену. 1243 року вів перемовини з Імад ад-Діном Ісмаїлом, еміром Дамаску, щодо спільних дій проти султану Єгипту та хорезмійців. Невідомо чи брав участь в битві при Форбії, де можливо зміг врятуватися. Очолив орден внаслідок загибелі або полону великого магістра Армана де Перігора.
Точаться суперечки чи обирався Річард де Бюр великим магістром й коли це сталося. На думку більшості дослідників — 1245 року, хоча не певно. 5 або 9 травня 1247 року загинув убитві біля Тиверіади з військами хорезмійців. Новим очільником тамплієрів став Гійом де Соннак.